# David Gale élete
A David Gale élete (eredeti cím: The Life of David Gale) 2003-ban bemutatott brit–német–amerikai filmdráma, melyet Charles Randolph forgatókönyvéből Alan Parker rendezett. A főbb szerepekben Kevin Spacey, Kate Winslet és Laura Linney látható. 
A film főszereplője egy gyilkossággal vádolt egykori egyetemi professzor, akit halálra ítélnek.

## Cselekmény
David Gale (Spacey) egykor köztiszteletben álló filozófiaprofesszor volt, most azonban a halálsoron várja a kivégzését, amit volt kolléganője megöléséért szabtak ki rá. A sors iróniája, hogy a férfi mindvégig vérmesen ellenezte a halálbüntetést. A kivégzés előtt három nappal Bitsey Bloom (Winslet), a törtető újságírónő kapja a lehetőséget, hogy meginterjúvolja Gale-t a börtönben, mivel a fennmaradó időben a férfi hajlandó elmesélni, mi vezette tettéhez. Bloom egy kollégájával hamar ott terem és készségesen hallgatja Gale visszaemlékezéseit: ahogy egy szexuális zaklatási ügy derékba törte tanári karrierjét, felesége elvált tőle, majd szép lassan kicsúszott a lába alól a talaj, miközben a meggyilkolt kolléganőjével is viszonyt kezdett. A kivégzés ideje azonban egyre közeleg, és ahogy az újságírónő egyre többet tud meg Gale által, kezd rájönni, hogy az egész ügy sokkal szövevényesebb, mint azt valaha gondolta volna.

## Szereplők
| Színész      | Szerep             | Magyar hang      |
| ------------ | ------------------ | ---------------- |
| Kevin Spacey | David Gale         | Sörös Sándor     |
| Kate Winslet | Bitsey Bloom       | Major Melinda    |
| Laura Linney | Constance Harraway | Orosz Anna       |
| Gabriel Mann | Zack Stemmons      | Hujber Ferenc    |
| Matt Craven  | Dusty Wright       | Tarján Péter     |
| Leon Rippy   | Braxton Belyeu     | Csankó Zoltán    |
| Rhona Mitra  | Berlin             | Fullajtár Andrea |
| Jim Beaver   | Duke Grover        | Bácskai János    |